# بريسترت
بريسترت هي كميونة في رومانيا، تقع في مقاطعة دولج، بلغ عدد سكانها 4,356  نسمة وذلك حسب إحصائيات سنة 2011، عاصمتها Bistreț ‏.

## أعلام
- إيلي بلاتشي